# Jan Siekierski
Jan Bronisław Siekierski (ur. 1 marca 1913 w Stanisławowie, zm. 19 września 1996 w Warley) – pilot, major Polskich Sił Powietrznych, dowódca dywizjonu 315, kawaler Virtuti Militari.

## Życiorys
W 1932 r. ukończył Gimnazjum Matematyczno-Przyrodnicze w rodzinnym Stanisławowie. Zgłosił się jako ochotnik do odbycia służby w Wojsku Polskim. W Różanie odbył kurs unitarny, po którym rozpoczął naukę w Szkole Podchorążych Piechoty w Ostrowi Mazowieckiej. Po jej ukończeniu w 1935 r. został promowany na stopień podporucznika.
Otrzymał przydział do 26. pułku piechoty. Wkrótce zdecydował się na zmianę rodzaju broni i zgłosił się na kurs aplikacyjny w Centrum Wyszkolenia Lotnictwa Nr 1. Ukończył go 3 sierpnia 1938 r. ze specjalnością obserwatora i rozpoczął służbę w 6. pułku lotniczym. Pełnił w nim również funkcję oficera administracyjnego. W jego składzie walczył po wybuchu II wojny światowej. Po agresji ZSRR na Polskę został ewakuowany przez Rumunię do Francji. Trafił do Centrum Wyszkolenia Lotnictwa Polskiego na lotnisku Lyon-Bron. Po klęsce Francji przedostał się do Wielkiej Brytanii.
Zgłosił się do służby w Polskich Siłach Powietrznych, otrzymał numer służbowy RAF P-1032. W Centrum Wyszkolenia Lotnictwa dowodził zgrupowaniem szeregowców, 7 czerwca 1941 r. rozpoczął szkolenie pilotażowe. Początkowo trafił do 25. Secondary Flying Training School, później do 16. Secondary Flying Training School oraz do 58. Operational Training Unit.
Po zakończeniu szkolenia 28 października 1942 r. otrzymał przydział do dywizjonu 316. W maju 1944 r. został przeniesiony do dywizjonu 306 na stanowisko dowódcy eskadry. W jego składzie, 7 czerwca 1944 r., odniósł pewne zwycięstwo nad Messerschmittem Bf 109 a kolejny został mu zaliczony jako uszkodzony. Tego dnia pilotował samolot Mustang Mk III (nr ser. FX970, oznaczenie kodowe UZ-C). Do sierpnia samodzielnie zestrzelił 7 bomb latających V-1 oraz trzy kolejne zespołowo, zaliczono mu zniszczenie 8 i 1/6 V-1. 25 stycznia 1945 r. objął stanowisko oficera operacyjnego w 84. Grupie Lotnictwa Taktycznego, a od 18 sierpnia te same obowiązki sprawował na Stacji RAF w Coltishall.
15 lutego 1946 r. objął stanowisko dowódcy dywizjonu 315 i pełnił je do momentu jego rozwiązania w dniu 6 grudnia.
Na Liście Bajana został sklasyfikowany na 254. pozycji z jednym pewnym zwycięstwem i jednym uszkodzeniem.
Po demobilizacji nie zdecydował się na powrót do Polski, pozostał na emigracji w Wielkiej Brytanii. Zmarł 19 września 1996 r., został pochowany na cmentarzu w Smethwick.

## Ordery i odznaczenia
Za swą służbę otrzymał odznaczenia:
- Krzyż Srebrny Virtuti Militari nr 11121,
- Krzyż Walecznych – trzykrotnie,
- Srebrny Krzyż Zasługi z Mieczami,
- Medal Lotniczy – czterokrotnie
- Polowa Odznaka Pilota.